# لويجي أركانجيلي
لويجي أركانجيلي كان متسابق دراجات نارية إيطالي. نافس في كأس جزيرة مان السياحية. توفي إثر حادث تعرض له أثناء السباق في سنة 1931.

## روابط خارجية
- لويجي أركانجيلي على موقع DriverDB.com (الإنجليزية)